# كاسيوس شيانيكا
كاسيوس شيانيكا (بالإنجليزية: Cassius Chiyanika)‏ (مواليد 1 مارس 1984) هو ملاكم زامبي، مثّل بلاده في الألعاب الأولمبية الصيفية 2008.

## روابط خارجية
كاسيوس شيانيكا على موقع بوكس ريك (الإنجليزية) (registration required)
- كاسيوس شيانيكا على موقع أوليمبيديا (الإنجليزية)
- كاسيوس شيانيكا على موقع اتحاد ألعاب الكومنولث (مؤرشف) (الإنجليزية)
- كاسيوس شيانيكا على موقع دورة ألعاب الكومنولث 2006 (مؤرشف) (الإنجليزية)